# North St. Paul (Minnesota)
North St. Paul es una ciudad ubicada en el condado de Ramsey en el estado estadounidense de Minnesota. En el Censo de 2010 tenía una población de 11460 habitantes y una densidad poblacional de 1.471,48 personas por km².

## Geografía
North St. Paul se encuentra ubicada en las coordenadas 45°0′49″N 93°0′2″O / 45.01361, -93.00056. Según la Oficina del Censo de los Estados Unidos, North St. Paul tiene una superficie total de 7.79 km², de la cual 7.38 km² corresponden a tierra firme y (5.29%) 0.41 km² es agua.

## Demografía
Según el censo de 2010, había 11460 personas residiendo en North St. Paul. La densidad de población era de 1.471,48 hab./km². De los 11460 habitantes, North St. Paul estaba compuesto por el 81.15% blancos, el 6.99% eran afroamericanos, el 0.63% eran amerindios, el 6.65% eran asiáticos, el 0.1% eran isleños del Pacífico, el 1.62% eran de otras razas y el 2.86% pertenecían a dos o más razas. Del total de la población el 4.86% eran hispanos o latinos de cualquier raza.